# Балка Сирота-Рома
Балка Сирота-Рома (Суха, Ксеро-Тарама)  — балка (річка) в Україні у Новоазовському районі Донецької області. Права притока річки Кальміусу (басейн Азовського моря).

## Опис
Довжина балки приблизно 9,28 км, найкоротша відстань між витоком і гирлом — 6,64 км, коефіцієнт звивистості річки — 1,40. Формується декількома балками та загатами.

## Розташування
Бере початок на південно-східній стороні від села Херсонес. Тече переважно на південний схід через село Сартану і на південно-західній околиці впадає в річку Кальміус.

## Цікаві факти
- Від витоку балки на західній стороні на відстані приблизно 4,81 км пролягає автошлях Н20[2] (автомобільний шлях національного значення на території України, Слов'янськ — Донецьк — Маріуполь. Розташований на території Донецької області.).
- У XX столітті на балці існувало декілька газових свердловин[3].